# 프랑크-헤르츠 실험
프랑크-헤르츠 실험은 보어의 원자 모형의 근거가 되었고, 양자 역학의 전조가 되었던 물리학 실험이다.
1914년 독일의 물리학자 제임스 프랑크와 구스타프 헤르츠는 원자의 에너지 레벨을 실험적으로 관측하려고 하였다.
이 실험은 전자들이 불연속적인 특정한 에너지를 가지고 원자핵 주위를 돌고 있다는 닐스 보어의 원자 모형을 뒷바침해 주었다.
프랑크와 헤르츠는 이 업적으로 1925년 노벨 물리학상을 수상하였다.

## 참고 문헌
- J. Franck and G. Hertz (1914). “Über Zusammenstöße zwischen Elektronen und Molekülen des Quecksilberdampfes und die Ionisierungsspannung desselben”. 《Verh. Dtsch. Phys. Ges.》 16: 457–467.